# Семичная (станция)
Семичная — железнодорожная станция Ростовского региона Северо-Кавказской железной дороги, находящаяся в хуторе Семичном Дубовского района Ростовской области. Расположена на двухпутной электрифицированной переменным током магистрали Волгоград — Сальск.

## Сообщение по станции
Пригородное сообщение по станции отсутствует. Пассажирские поезда дальнего следования по станции Семичная стоянок не имеют.